# Amt Preußisch Oldendorf
Das Amt Preußisch Oldendorf war ein Amt im Kreis Lübbecke in Nordrhein-Westfalen mit Sitz in Preußisch Oldendorf. In der Gemeinde Blasheim gab es eine Verwaltungsaußenstelle. Durch das Bielefeld-Gesetz wurde das Amt zum 31. Dezember 1972 aufgelöst. Rechtsnachfolgerin des Amtes ist die Stadt Preußisch Oldendorf.

## Geographie
Das Amt erstreckte sich zwischen dem Wiehengebirge und dem Mittellandkanal. Im Westen grenzte es an das Land Niedersachsen.

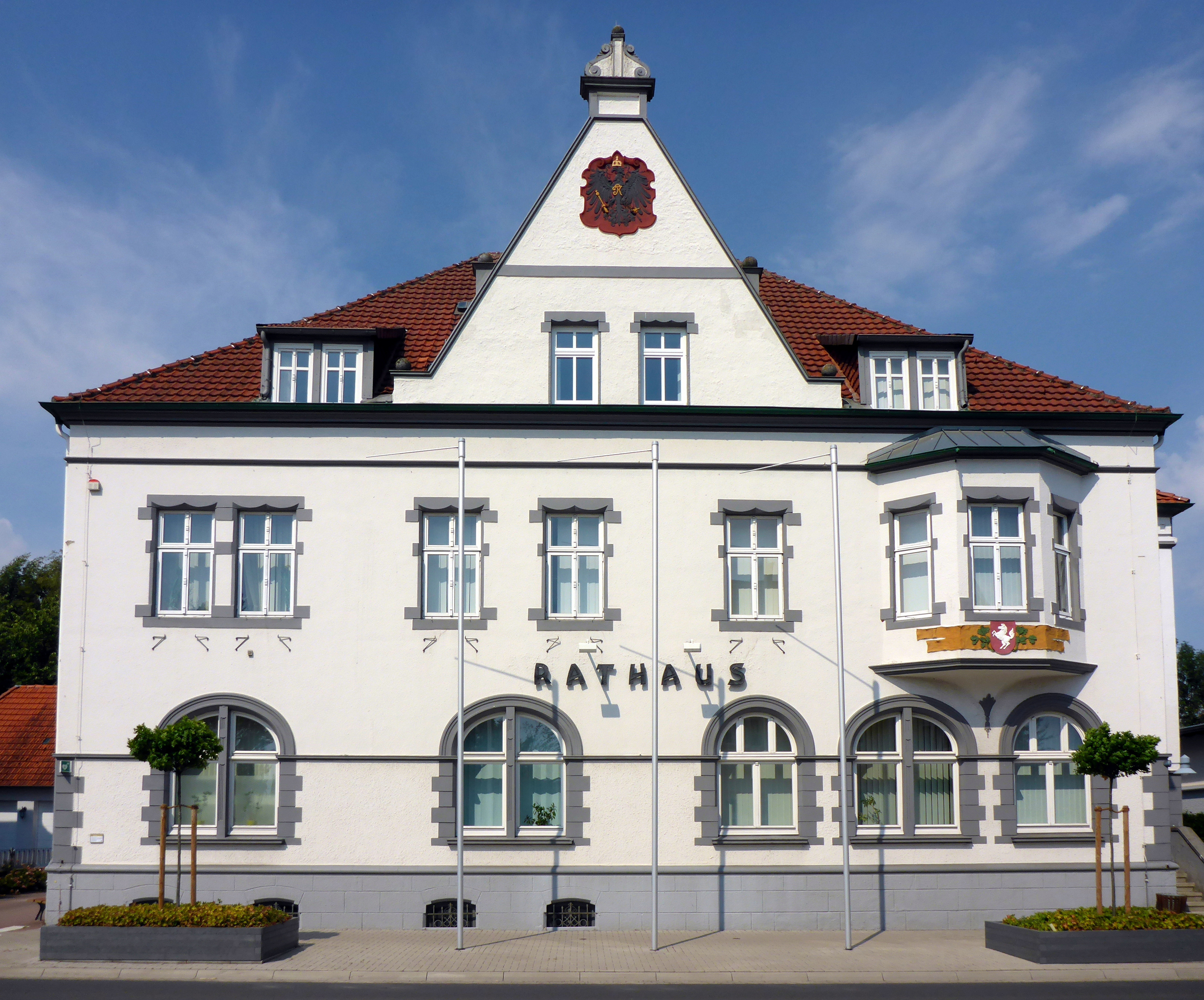
Das ehemalige Amtshaus und heutige Rathaus in Preußisch Oldendorf

## Geschichte
Die meisten Orte des späteren Amtes Preußisch Oldendorf gehörten bis zur Franzosenzeit zum Amt Limberg der Grafschaft Ravensberg; lediglich Blasheim, Obermehnen und Stockhausen gehörten zum Amt Reineberg des Fürstentums Minden. Von 1807 bis 1810 gehörte das gesamte Gebiet zum napoleonischen Satellitenstaat Königreich Westphalen. Während dieser Zeit bildeten die Orte Oldendorf, Offelten, Engershausen, Harlinghausen, Schröttinghausen, Getmold, Holzhausen, Heddinghausen, Börninghausen und Eininghausen den Kanton Pldendorf im Distrikt Minden des Königreichs. Dieser Kanton hatte im Jahr 1808 4.663 Einwohner. Blasheim, Obermehnen und Stockhausen gehörten zwährend dieser Zeit zum Kanton Lübbecke.
Bei der Annexion großer Teile Norddeutschlands durch Napoleon Bonaparte fiel von 1811 bis 1813 das gesamte Gebiet an das Kaiserreich Frankreich und gehörte dort zum Arrondissement Minden im französischen Departement der Oberen Ems. Gemäß der in Frankreich üblichen Verwaltungsstruktur wurden mehrere Mairien (Bürgermeistereien) eingerichtet:
- Die Mairie Oldendorf mit den Orten Oldendorf, Engershausen, Getmold, Harlinghausen, Offelten und Schröttinghausen
- Die Mairie Blasheim mit Blasheim, Obermehnen und Stockhausen
- Die Mairie Börninghausen mit Börninghausen und Eininghausen
- Die Mairie Holzhausen mit Holzhausen und Heddinghausen

Nach der napoleonischen Niederlage fiel ganz Minden-Ravensberg 1813 zurück an Preußen. Bei der Kreiseinteilung der neuen Provinz Westfalen im Jahr 1816 wurden die vier napoleonischen Bürgermeistereien zu Verwaltungsbezirken im neuen Kreis Rahden. Aus dem Kreis Rahden wurde 1832 der Kreis Lübbecke.
Bei der Einführung der westfälischen Landgemeinde-Ordnung von 1841 wurden 1843 im Kreis Lübbecke aus den bestehenden Verwaltungsbezirken Ämter gebildet, die in Städte und Landgemeinden gegliedert wurden. Im Raum Preußisch Oldendorf entstanden so vier Ämter:
- Das Amt Oldendorf mit der Stadt Oldendorf sowie den Landgemeinden Engershausen, Getmold, Harlinghausen, Offelten und Schröttinghausen
- Das Amt Blasheim mit der Landgemeinde Blasheim, zu der auch Obermehnen und Stockhausen gehörten
- Das Amt Börninghausen mit der Landgemeinde Börninghausen, zu der auch Eininghausen gehörte
- Das Amt Holzhausen mit der Landgemeinde Holzhausen, zu der auch Heddinghausen gehörte

Alle vier Ämter wurden von Anbeginn in Personalunion vom Oldendorfer Amtmann verwaltet und wurden in der Folgezeit oft als ein Amt angesehen. Etwa seit den 1850er Jahren wurden Stadt und Amt zur Unterscheidung von Hessisch Oldendorf Preußisch Oldendorf genannt. 1890 wurden alle vier Ämter auch formell zum Amt Preußisch Oldendorf vereinigt.
Das vereinigte Amt gliederte sich in neun Gemeinden:
- Blasheim
- Börninghausen
- Getmold
- Engershausen
- Harlinghausen
- Holzhausen
- Offelten
- Preußisch Oldendorf (Stadt)
- Schröttinghausen

Über einen langen Zeitraum war das Amt von Landwirtschaft und handwerklichen Kleinbetrieben geprägt. Dem umfangreichen Leinengewerbe folgte die Zigarrenindustrie. Hinzu kamen später mittelständische Betriebe wie Ziegeleien und die Möbel- sowie Margarineindustrie.
Durch das Bielefeld-Gesetz wurde das Amt Preußisch Oldendorf zum 31. Dezember 1972 aufgelöst. Die Gemeinde Blasheim wurde, bis auf eine  rund 1,2 km² großen Gebietsstreifen, in die Stadt Lübbecke eingegliedert. Die anderen Gemeinden bilden mit den Gemeinden Hedem und Lashorst des Amtes Alswede die neue Stadt Preußisch Oldendorf. Lübbecke und Preußisch Oldendorf wurden Teil des neuen Kreises Minden-Lübbecke.

## Einwohnerentwicklung
| Jahr | Amt Blasheim            | Amt Börninghausen | Amt Holzhausen | Amt Pr. Oldendorf | Quelle |
| ---- | ----------------------- | ----------------- | -------------- | ----------------- | ------ |
| 1818 | 2.009                   | 0740              | 1.124          | 2.612             | [ 7 ]  |
| 1843 | 3.037                   | 1.282             | 1.392          | 3.547             | [ 7 ]  |
| 1864 | 2.921                   | 1.339             | 1.304          | 3.695             | [ 8 ]  |
| 1871 | 2.796                   | 1.315             | 1.291          | 3.586             | [ 7 ]  |
| 1885 | 2.669                   | 1.266             | 1.214          | 3.364             | [ 9 ]  |
|      | Amt Preußisch Oldendorf |                   |                |                   |        |
| 1910 | 09.979                  | 09.979            | 09.979         | 09.979            | [ 10 ] |
| 1925 | 10.120                  | 10.120            | 10.120         | 10.120            | [ 11 ] |
| 1939 | 10.399                  | 10.399            | 10.399         | 10.399            | [ 11 ] |
| 1950 | 14.172                  | 14.172            | 14.172         | 14.172            | [ 12 ] |
| 1961 | 12.961                  | 12.961            | 12.961         | 12.961            | [ 12 ] |
| 1970 | 13.124                  | 13.124            | 13.124         | 13.124            | [ 12 ] |
| 1972 | 13.747                  | 13.747            | 13.747         | 13.747            |        |